# Список лауреатів Премії Бальцана
Список лауреатів Премії Бальцана, однієї з найпрестижніших академічних премій у світі.